# Скрипак, Ольга Николаевна
Ольга Николаевна Скрипак (англ. Ольга Миколаївна Скрипак; род. 2 декабря 1990, Чернигов) — украинская легкоатлетка, мастер спорта Украины международного класса бронзовый призёр чемпионата Европы 2012 года, участница Олимпийских игр 2012 года. Многократный чемпион и призёр чемпионатов Украины, рекордсменка Черниговской области среди юниоров и молодёжи на дистанциях 1500, 3000, 5000, 10000 м.
Воспитанница ШВСМ Чернигова.
Первым международным турниром для Скрипак стал юниорский чемпионат Европы по кроссу, где она завоевала бронзу в командном первенстве. В следующем году на этом же турнире она с командой заняла уже второе место, а в 2010 году снова стала бронзовым призёром.
В 2012 году Скрипак завоевала свою первую медаль на профессиональном уровне, став третьей в беге на 10000 м на чемпионате Европы в Хельсинки. Её опередили лишь португалка Ана Дулсе Фелиш и британка Джоанн Пейви. Таким образом Скрипак выиграла лицензию на первые для себя Олимпийские игры. На Олимпиаде в беге на 10000 м она пришла предпоследней.
В 2020 году приняла участие в чемпионате мира по полумарафону в Польше, где заняла 60-е место.